# Paul Leroy (peintre)
Pour les articles homonymes, voir Paul Leroy et Leroy.
Paul Alexandre Alfred Leroy (né le 27 décembre 1860 à Paris 10e et mort le 15 juin 1942 à Paris 17e) est un peintre orientaliste français.

## Biographie
Paul Leroy est emmené à Odessa (alors en Russie) à l'âge de trois ans, où il commence sa formation d'artiste à l'École des beaux-arts d'Odessa à partir de l'année 1873. Selon la note biographique de son ouvrage le Traité de la peinture, "ses premiers maîtres furent MM. Jorini et Bauer."
En 1877, il part pour Paris et est admis à l'École des beaux-arts de Paris dans l'atelier d'Alexandre Cabanel.
De 1881 à 1939, il expose au Salon des artistes français. Il obtient une bourse de voyage lui permettant de parcourir l'Italie.
En 1884, il obtient le second premier grand prix de Rome avec un tableau intitulé Le Serment de Brutus.
Il voyage beaucoup, en Égypte, en Tunisie, en Perse, en Turquie et sept fois en Algérie où, en 1885, lors de sa première visite, il découvre l'oasis de Biskra.
Paul Leroy devient un grand collectionneur d'objets arabes et berbères, il s'inspire de ses croquis et études réalisés au Maghreb. Très attiré par la lumière orientale, il traite se paysages dans une esthétique proche de l'impressionnisme.
Le goût de l'Orient l'a incité à peindre des sujets religieux comme Les Aveugles de Jéricho.
En 1889, l'État achète une toile du peintre intitulée Tisseuse à Biskra (qui fut exposée au Salon de la même année) pour le musée du Luxembourg.
En 1893, il fonde la Société des peintres orientalistes français avec Maurice Bompard, Étienne Dinet et Léonce Bénédite notamment, qui a pour but de favoriser les études artistiques conçues sous l'inspiration des pays et civilisations d'Orient et d'Extrême-Orient. La première exposition de cette société eut lieu en 1893 au Palais de l'Industrie et Paul Leroy y contribua en la dirigeant et en exposant jusqu'en 1933.
Il reçoit une médaille d'argent à l'Exposition universelle de 1900 à Paris pour le Portrait de Mme Delafon. Il enseigne également à l'Académie Vitti à Paris.
Dans les années 1910, il séjourne à plusieurs reprises sur le bassin d'Arcachon où il exécute de nombreuses œuvres.
En 1931, il participe à l'Exposition coloniale de Vincennes.
Paul Leroy est reconnu aussi pour ses écrits, l’Académie française lui décerne le prix Louis-Paul-Miller en 1940 pour son ouvrage Au seuil du Paradis des images
En 1941, il réalise sa dernière toile, Intérieur de mosquée à Constantinople (Autun, musée Rolin). Il meurt à Paris en 1942.
Sa fille Sacha Leroy deviendra artiste peintre.

## Style
Outre l'orientalisme et son goût prononcé pour la culture et le monde musulman, Paul Leroy est défini par l’académicien René Grousset comme un "coloriste né." En effet, selon lui, la couleur fut toujours la préoccupation première du peinture. Il affirme par la suite que le peintre n'en négligeait pas pour autant le dessin et la composition, qu'il s'efforça sa vie durant d'harmoniser sur la toile. La note biographique que l'on trouve dans l'ouvrage Traité de la peinture, affirme justement que Paul Leroy, par l'étude des peintres italiens, des flamands et des français, aurait "[fortifié] son amour des couleurs harmonieuses".

Ainsi, à rebours des recherches de ses contemporains, Paul Leroy, en associant couleur et dessin purs, aurait eu une place à part parmi les artistes de son époque. En effet, René Grousset l'affirme en ce que le peintre ne se serait rangé ni du côté des réactionnaires de l'art, ni pleinement du côté du "courant irrésistible" des impressionnistes et de leurs émules. Il précise que :
Sans se laisser distraire par les violents remous qui agitaient alors le milieu des artistes, il continua son œuvre si personnelle avec honnêteté et sincérité

- Traité de la peinture, p.7.

## Œuvres dans les collections publiques

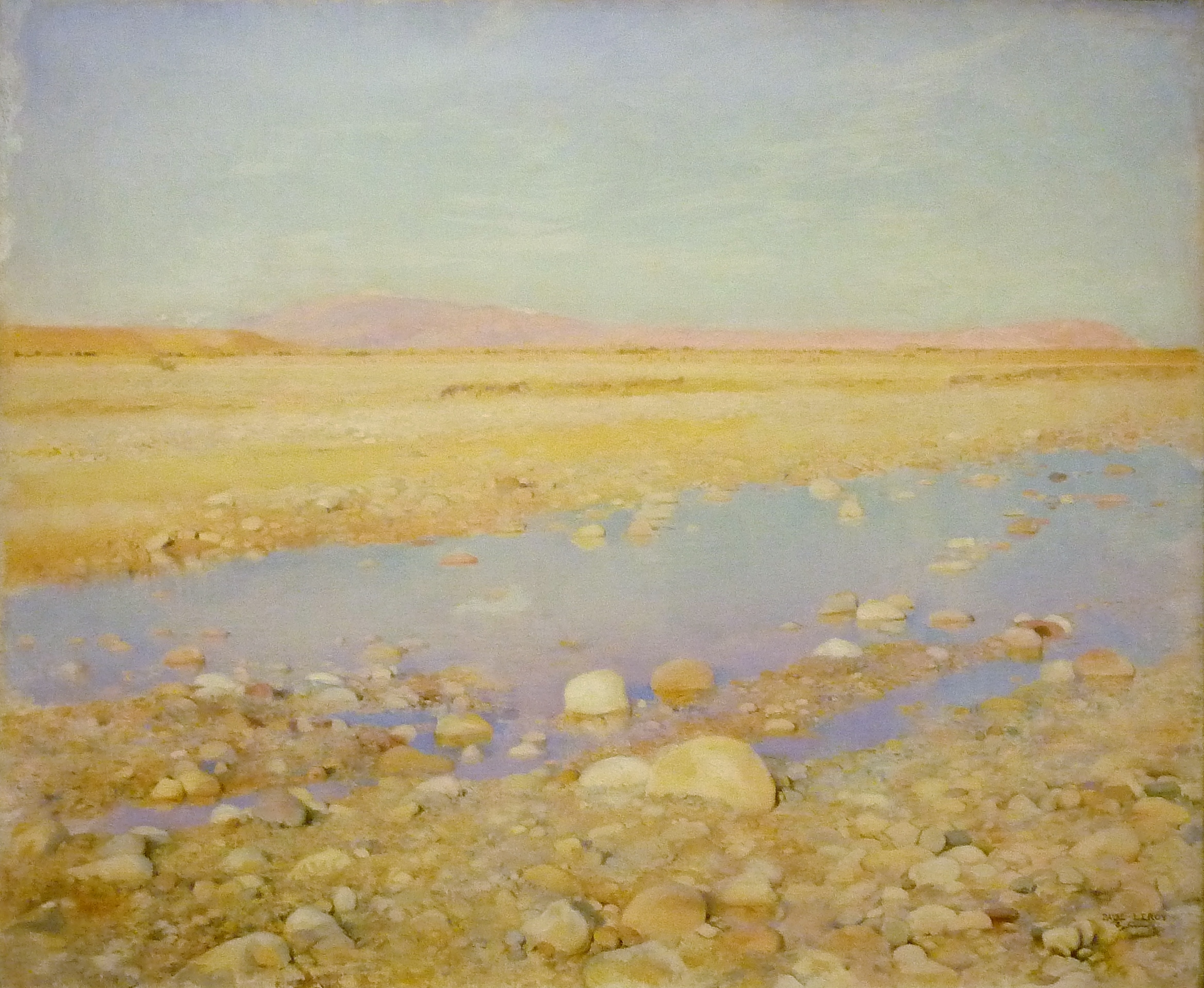
L'Oued à Biskra (1904), musée des Beaux-Arts de Brest.

- Alençon, musée des Beaux-arts et de la Dentelle : Portrait de Madame Leroy, mère de l'artiste, 1890, huile sur toile.
- Autun, musée Rolin : Intérieur de mosquée à Constantinople, 1941, huile sur toile.
- Brest, musée des Beaux-Arts [7]:
  - Portrait de la mère de l'artiste, 1880, huile sur toile, 73,3 x 59,6 cm ;
  - Portrait d'un jeune guide arabe, 1884, huile sur toile, 46 x 38 cm ;
  - Constantinople, la mosquée Yeni Djami (étude d'une faïence), 1884, papier marouflé sur toile ;
  - L'oued à Biskra, 1904, huile sur toile, 54,5 x 65,2 cm ;
- Caen, musée des Beaux-Arts, cinq dessins ;
- Nemours, Château-Musée  :
  - L'Arabe aveugle, 1890, huile sur toile, 92 x 73 cm. Étude pour Les Aveugles de Jéricho conservé à la Pinacothèque du Vatican, représentant Jésus redonnant la vue à deux aveugles (Mathieu, ch.15, v.30).
  - Portrait du peintre François-Richard de Montholon (1856-1940), 1890, huile sur bois, 27 x 21 cm.
  - Écurie à Melun, 1880, huile sur toile, 20 x 28 cm.
- Paris, Musée du quai Branly - Jacques-Chirac, Blanchisseuses arabes dans la seguia de Biskra, vers 1885, huile sur toile ;
- Périgueux, Musée d'Art et d'Archéologie du Périgord : Portrait d'enfant, dessin.
- Quimper, musée des Beaux-Arts : Autoportrait, 1883, huile sur toile.

## Galerie

Œuvres de Paul Leroy
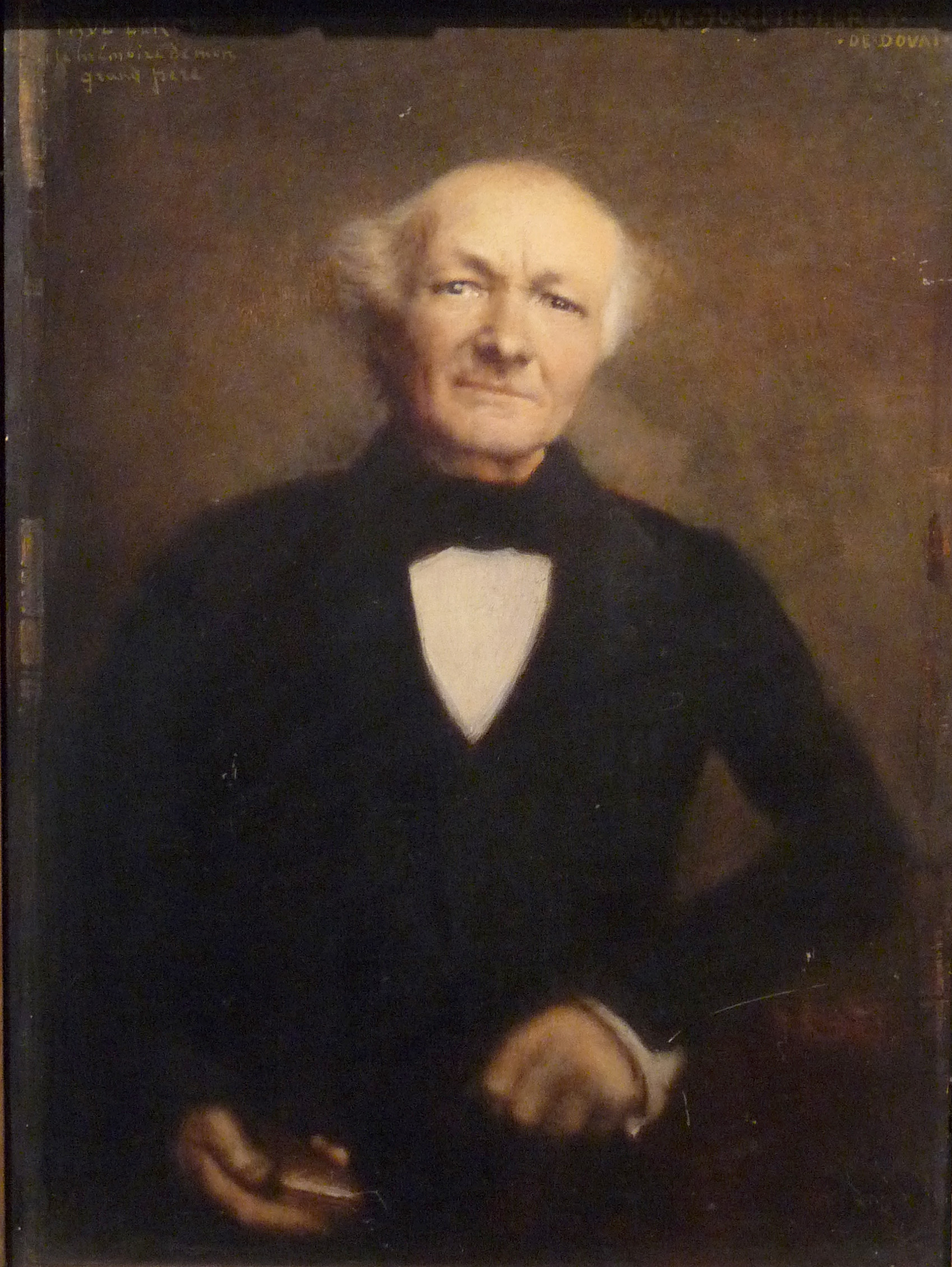
Portrait de Louis-Joseph Leroy, musée barrois.
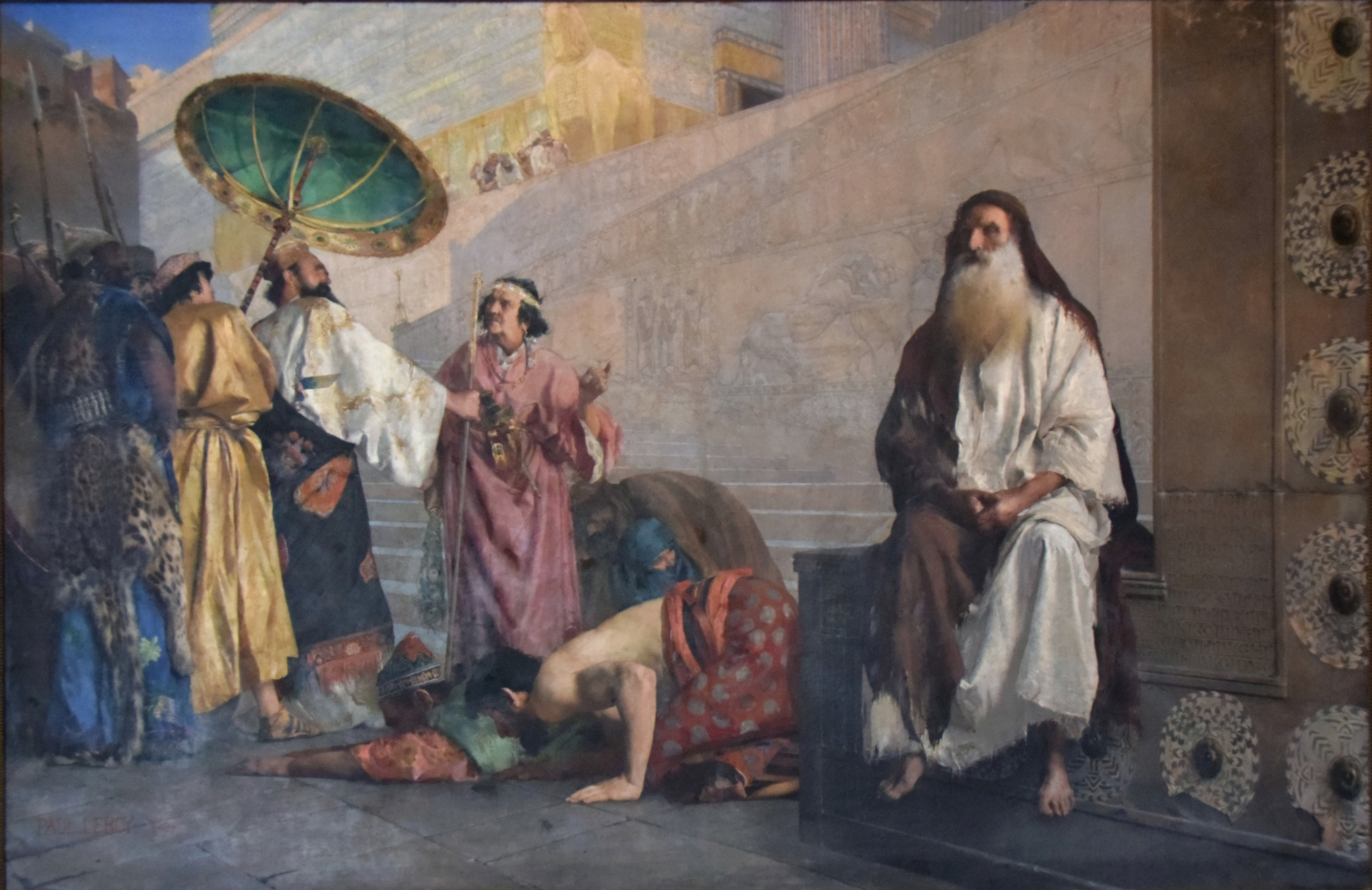
Haman et Mordecai (1884), Odessa, musée d'Art occidental et oriental.
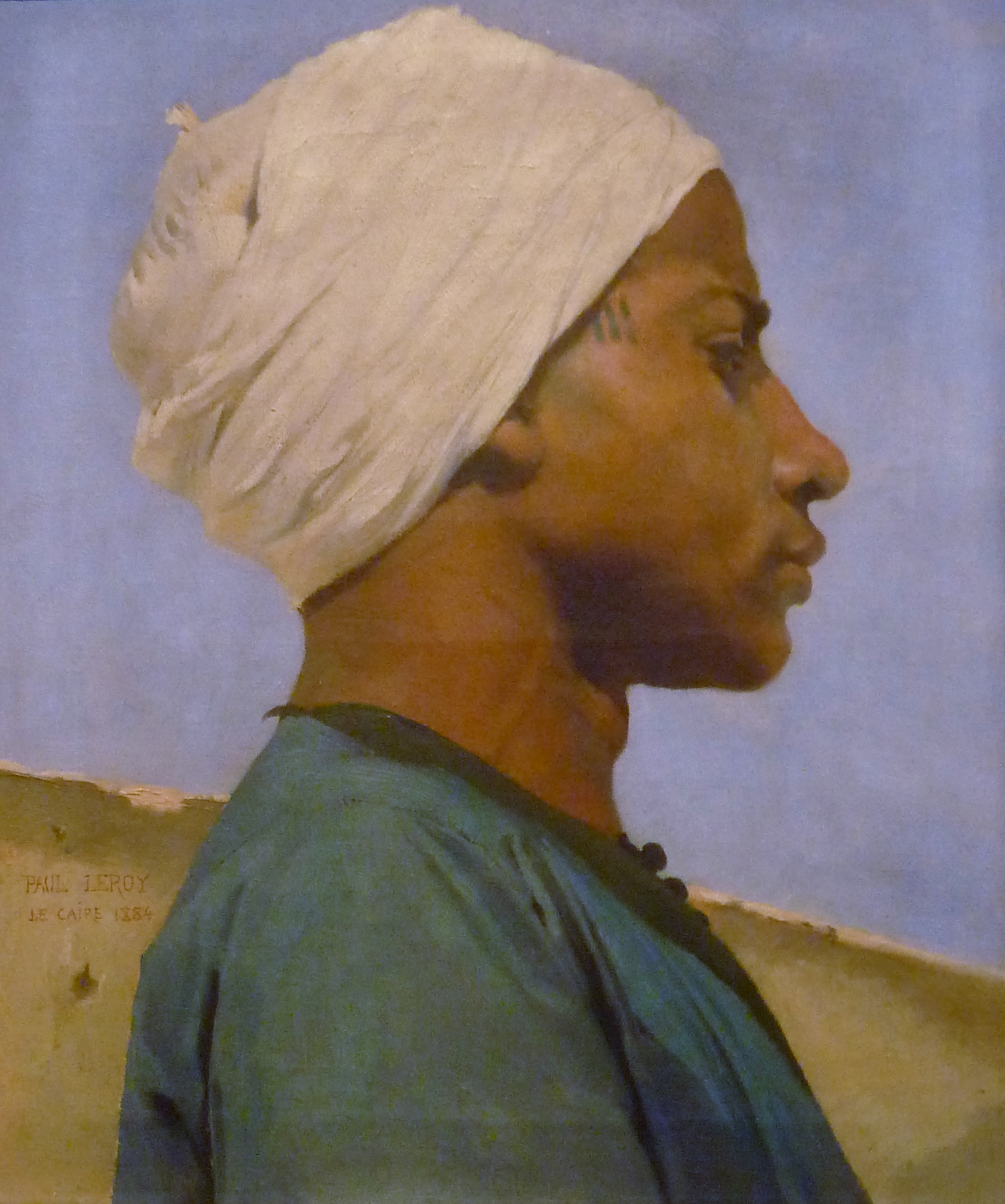
Portrait d'un jeune guide arabe (1884), huile sur toile, musée des Beaux-Arts de Brest.
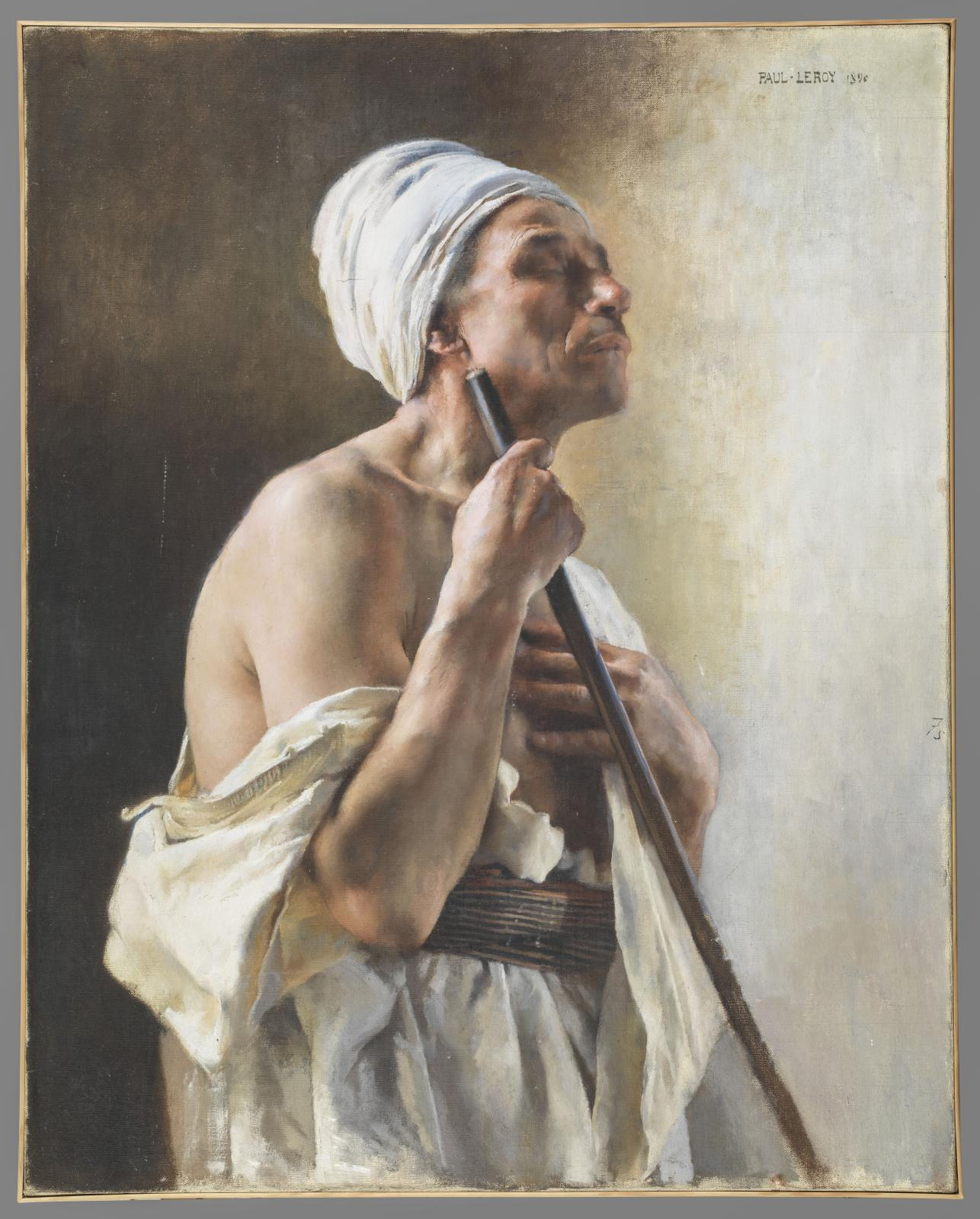
L'Arabe aveugle (1890), huile sur toile. Nemours, Château-Musée.
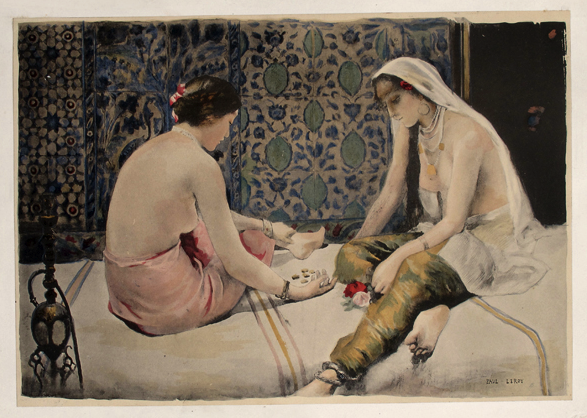
Joueuses d'osselets (1898), lithographie.

## Élèves
- Marguerite Delorme (1876-1946), entre 1890 et 1895 à l'Académie Vitti.